# Niên biểu Chiến tranh thế giới thứ hai (1942)
Đây là một Niên biểu các sự kiện diễn ra trong thời gian Chiến tranh thế giới thứ hai, trong năm 1942.

## Tháng 1 năm 1942
1: 26 quốc gia Đồng minh ký Tuyên bố Liên Hợp Quốc trong Hội nghị Arcadia.
2: Nhật chiếm Manila và Căn cứ Hải quân Cavite, quân Hoa Kỳ và Philippines tiếp tục rút vào Bataan.
5: Cuộc tấn công lớn của Hồng quân tại Moskva bắt đầu dưới sự chỉ huy của đại tướng Georgi Konstantinovich Zhukov.
6: Quân Anh tiếp tục tiến tới El Agheila, Libya.
6: Trong bài diễn văn Thông điệp Liên bang, tổng thống Franklin D. Roosevelt hứa hẹn sẽ thêm nhiều khoản viện trợ cho nước Anh, trong đó có máy bay và quân lính.
7: Hồng quân Liên Xô đẩy lui quân Đức ra khỏi Moskva từ 62–155 dặm. Chiến dịch Barbarossa bị phá sản.
7: Cuộc vây hãm bán đảo Bataan bắt đầu.
7: không kích dữ dội tại Malta; ước tính lượng bom ném xuống hòn đảo nhiều gấp 2 lần Luân Đôn.
8: Quân Nhật chọc thủng tuyến phòng thủ vòng ngoài tại Kuala Lumpur, Mã Lai thuộc Anh.
9: Cuộc tiến quân của Nhật tại Borneo không gặp nhiều kháng cự.
10: Nhật Bản tuyên chiến với Hà Lan.
11: Quân Nhật chiếm Kuala Lumpur.
11: Nhật Bản bắt đầu xâm chiếm Đông Ấn thuộc Hà Lan.
13: Hồng quân tiếp tục phản công, chiếm lại Kirov và Medyn.
13: Tàu ngầm U-boat Đức tấn công đến sát bờ biển Hoa Kỳ, mở màn cho Thời kỳ Tốt lành Thứ hai.
15: Nhà cầm quyền Đức bắt đầu trục xuất người Do Thái ra khỏi các khu Do Thái ở Łódź đến trại hủy diệt Chełmno.
19: Các lực lượng Nhật bắt giữ một số lượng lớn tù binh Anh ở phía bắc Singapore.
20: Hội nghị Wannsee tại Berlin quyết định "giải pháp cuối cùng cho Vấn đề Do Thái" di dời và sau đó là tiêu diệt.
20: Máy bay Nhật oanh tạc Singapore trong khi quân Nhật áp sát thành phố.
21: Quân đoàn châu Phi của Erwin Rommel bắt đầu cuộc phản công bất ngờ tại El Agheila; chiếm giữ Ajdabiya và sau đó tiến lên phía bắc tới Beda Fomm.
21: Tại Khu Do Thái Vilna, Tổ chức Liên hiệp Du kích được thành lập.
23: Trận Rabaul bắt đầu trên đảo New Britain.
24: Hoa Kỳ đổ quân tại Samoa, một phần của chiến lược chặn bước tiến của Nhật ở Thái Bình Dương.
25: Thái Lan tuyên chiến với Hoa Kỳ và Anh.
25: Quân Nhật tấn công Quần đảo Solomon.
26: Những lực lượng Hoa Kỳ đầu tiên tới Châu Âu và đổ bộ tại Bắc Ireland.
27: Người Anh bắt đầu rút toàn bộ quân khỏi Mã Lai về Singapore.
28: Brazil cắt đứt quan hệ với phe Trục.
29: Rommel chiếm lại Benghazi, Libya. Trong vài tháng tiếp theo, 2 bên nghỉ ngơi và tái trang bị.
30: Hitler phát biểu tại Berlin Sportpalast và đe dọa hủy diệt người Do Thái trên giới; đồng thời đổ lỗi thất bại của cuộc tấn công Liên Xô cho thời tiết.
31: Nhật chiếm cảng Moulamein, Miến Điện; đe dọa cả Rangoon lẫn Singapore.
31: Quân Đức rút lui ở nhiều nơi tại chiến trường Xô-Đức.
31: Lực lượng có tổ chức cuối cùng của Đồng Minh rời Mã Lai, kết thúc chiến dịch Mã Lai kéo dài 54 ngày đêm.

## Tháng 2 năm 1942
1: Vidkun Quisling trở thành tổng lý (Minister-President) của Na Uy hợp tác với Đức Quốc Xã.
1: Lực lượng của Rommel tiến đến Gazala, Libya, gần biên giới Ai Cập và "nghỉ đông" tại đó.
2: Tướng Joseph ("Vinegar Joe") Stilwell được chỉ định làm tham mưu trưởng cho Tưởng Giới Thạch và tổng tư lệnh của các lực lượng Đồng minh tại Trung Quốc.
3: Không quân Nhật tiến hành đánh phá đảo Java, đặc biệt là căn cứ hải quân tại Surabaya.
3: Port Moresby, New Guinea bị người Nhật ném bom, Nhật đe dọa tăng cường uy hiếp đối với Úc.
7: Hoa Kỳ tiếp tục chống giữ tại Bataan.
9: Quân Anh rút lui toàn diện về Singapore lập phòng tuyến cuối cùng.
9: Các nhà lãnh đạo quân sự Hoa Kỳ tổ chức cuộc họp đầu tiên bàn về chiến lược quân sự của họ trong chiến tranh.
10: Tàu du lịch SS Normandie bị hỏa hoạn và lật úp tại cảng New York. Dù nhiều khả năng nguyên nhân là do ngọn đèn của một thợ hàn, nhưng các phương tiện truyền thông tưởng tượng ra rất nhiều âm mưu khác nhau.
11: "Cuộc đột phá Eo biển" - các thiết giáp hạm Scharnhorst và Gneisenau, cùng với tuần dương hạm hạng nặng Prinz Eugen của Đức băng từ Brest qua Eo biển Manche đến các cảng ở miền bắc của Đức như Wilhelmshaven; các đơn vị hải quân Anh không đánh chìm được chiếc nào.
15: Singapore đầu hàng quân Nhật; đây được cho là thất bại khủng khiếp nhất trong lịch sử lục quân Anh.
16: Chính phủ Hoa Kỳ thảo luận xung quanh kế hoạch giam giữ những người Mỹ gốc Nhật sống ở miền Tây Hoa Kỳ.
16: Nhật Bản tiến hành Thảm sát đảo Banka, giết chết 21 y tá quân đội của Úc.
17: Người Anh được lệnh sơ tán khỏi Rangoon khi quân Nhật đến gần.
19: Máy bay Nhật tấn công Darwin, thuộc Lãnh thổ Bắc Úc.
19: Tổng thống Roosevelt ký Sắc luật 9066, cho phép Quân đội Hoa Kỳ xác định các "khu vực loại trừ": Nhật ở bờ biển Tây Hoa Kỳ, còn Đức và Ý chủ yếu ở bờ biển phía đông.
19: Luật nghĩa vụ quân sự được thông qua tại Canada.
20: Quân Nhật vượt qua con sông Salween quan trọng tại Miến Điện.
20: Nhật tấn công Bali và Timor bằng lực lượng hỗn hợp quân dù và lính đổ bộ.
21: Không lực Lục quân Hoa Kỳ được thiết lập vững chắc tại các căn cứ ở Anh.
22: Tổng thống Roosevelt lệnh cho tướng Douglas MacArthur sơ tán khỏi Philippines khi tuyến phòng thủ của Hoa Kỳ tại đây sụp đổ.
25: Người Mỹ gốc Nhật bắt đầu bị giam giữ tại miền tây Hoa Kỳ khi mối lo sợ về một cuộc xâm lược tăng cao.
26: Vivian Bullwinkel, người sống sót duy nhất trong cuộc Thảm sát đảo Banka, bị Nhật bắt giam.
27: Trận chiến biển Java - hải quân Nhật của chuẩn đô đốc Takagi Takeo đánh bại lực lượng hỗn hợp Đồng minh do chuẩn đô đốc Hà Lan Karel Doorman chỉ huy.
27: Hàng không mẫu hạm USS Langley bị 9 máy bay Mitsubishi G4M Nhật tấn công trên biển Java, bị thương và sau đó tự đánh đắm để tránh bị bắt.
28: Nhật Bản đổ quân tấn công Java.

## Tháng 3 năm 1942
1: Hồng quân bắt đầu mở cuộc tấn công tại Bán đảo Krym.
3: Máy bay Nhậ́t bất ngờ tấn công sân bay và bến cảng tại Broome, Tây Úc.
5: Nhật Bản đánh chiếm Batavia, thủ phủ của Đông Ấn thuộc Hà Lan.
5: Luật nghĩa vụ quân sự mới ở Anh bao gồm cả phụ nữ và nam giới đến 45 tuổi.
6: Malta tiếp nhận thêm máy bay tiêm kích để tiếp tục phòng thủ giữ đảo.
8: Quân Nhật đổ bộ tại Lae và Salamaua trên vịnh Huon, New Guinea trong chiến dịch SR và bắt đầu cuộc tiến binh về Port Moresby.
9: Nhật tiến vào Rangoon, Miến Điện sau khi quân Anh rút bỏ thành phố 2 ngày trước đó.
9: Bộ trưởng Chiến tranh Hoa Kỳ tổ chức lại Tổng hành dinh Chung (GHQ) của Lục quân Hoa Kỳ thành 3 bộ tư lệnh - Lực lượng Lục quân Mặt đất Hoa Kỳ, Không lực Lục quân Hoa Kỳ, và Cục Tiếp tế Lục quân Hoa Kỳ. Cục Tiếp tế Lục quân sau được đổi thành Lực lượng Dịch vụ Lục quân. Đồng thời, 4 bộ tư lệnh quốc phòng và tất cả Chiến trường Hoạt động (TOPNS) đều trực thuộc Tổng tham mưu Bộ Chiến tranh.
11: Nhật Bản đổ bộ lên Mindanao, hòn đảo cực nam của Philippines.
12: Quân Hoa Kỳ bắt đầu đổ bộ tại Nouméa, Nouvelle-Calédonie.
13: Không quân Hoàng gia Anh (RAF) mở cuộc không kích vào Essen, Đức.
14: Nhật đổ quân lên quần đảo Solomon, làm tình hình của Úc thêm nguy ngập.
14: Quân Nhật đe dọa các lực lượng Hoa Kỳ tại vịnh Manila; cuộc rút lui về Corregidor bắt đầu.
17: Tướng Douglas MacArthur đến Úc, sau khi rời tổng hành dinh tại Philippines.
17: Nước Anh thiết lập chế độ phân phối điện, than và gas; khẩu phần quần áo cũng bị giảm.
20: Chiến dịch Outward nhằm tấn công nước Đức bằng khinh khí cầu bay tự do bắt đầu.
22: Một đội hộ tống không còn nguyên vẹn đến được Malta, sau khi bị không quân Đức (Luftwaffe) và hải quân Ý gây thiệt hại nặng nề. Những cuộc ném bom dữ dội lên hòn đảo vẫn tiếp tục mà chỉ gặp kháng cự yếu ớt của RAF.
25: RAF điều máy bay ném bom đi tấn công các mục tiêu ở Pháp và Đức.
26: Người Do Thái ở Berlin bây giờ phải nhận dạng rõ ràng nhà của họ.
28: RAF đột kích Lübeck, phá hủy 30% thành phố và 80% khu trung tâm từ thời Trung cổ.
28: Biệt kích Anh mở Chiến dịch Chariot đột kích vào cảng Saint-Nazaire, Pháp. Cảng này hoàn toàn bị phá hủy và không thể phục hồi cho đến năm 1947; nhưng 2/3 lực lượng đột kích đã bị mất.

## Tháng 4 năm 1942
1: Người Hoa Kỳ đặt ra một cách bố trí tạm thời gọi là "Bucket Brigaid", trong đó tất cả các tàu nằm ngoài các cảng có bảo vệ sẽ được đặt tại những khu neo đậu có thả lưới bảo vệ sau khi trời tối, và vào ban ngày chỉ di chuyển nếu có tàu hộ tống. Karl Dönitz phản ứng lại bằng cách chuyển các tàu U-boat đến các khu vực quanh Vịnh México, nơi mà các biện pháp chống tàu ngầm của Hoa Kỳ không được hiệu quả. Kết quả là trong tháng 5, thêm nhiều tàu thuyền bị đánh chìm trong vịnh.
1: Hội đồng Chiến tranh Thái Bình Dương họp lần đầu tiên tại Washington, D.C., với dự định là để điều khiển và kết hợp với nhiều quốc gia nhỏ hơn trong cuộc chiến chống lại Nhật Bản, nhưng nó sớm đã bị mất động lực sau sự sụp đổ của Bộ Tư lệnh ABDA.
2: Hơn 24.000 quân Hoa Kỳ và Philippines bị mắc kẹt tại bán đảo Bataan.
2: Nhật Bản đổ quân tại New Guinea, quan trọng nhất là ở Hollandia.
3: Quân Nhật bắt đầu tấn công toàn diện tại Bataan.
3: Không kích liên tục tại Mandalay, Miến Điện do Nhật tiến hành.
4: Đức lên kế hoạch "Baedeker Blitz" tại các địa điểm du lịch và lịch sử của Anh, nhằm trả đũa cuộc oanh tạc Lübeck.
5: Tại Bataan, quân Nhật tràn ngập đỉnh Mt. Samat, một trọng điểm phòng ngự của Đồng Minh.
5: Hải quân Đế quốc Nhật Bản tấn công Colombo, Ceylon. Các tàu tuần dương hạng nặng HMS Cornwall và HMS Dorsetshire của Hải quân Hoàng gia Anh bị đánh chìm phía tây nam đảo.
5: Adolf Hitler ban hành Chỉ thị số 41, phác thảo kế hoạch cho cuộc tấn công mùa hè sắp tới tại Liên Xô. Mũi tấn công chính nhằm đánh chiếm các mỏ dầu tại Kavkaz; mũi tấn công phụ nhằm chiếm Stalingrad và bảo về sườn cho mũi tấn công chính.
6: Hải quân Nhật đổ bộ lên đảo Manus thuộc Quần đảo Bismarck (một số nguồn nói là ngày 8 tháng 4).
8: RAF ném bom dữ dội Hamburg.
8: Tàu HMS Penelope bị rút khỏi Malta, Lực lượng K tại Malta chấm dứt sự hiện diện.
9: Hải quân Nhật mở cuộc không kích vào Trincomalee, Ceylon; tàu sân bay HMS Hermes của Hải quân Hoàng gia Anh và tàu khu trục HMAS Vampire của Hải quân Hoàng gia Úc bị đánh đắm ở ngoài khơi phía đông đảo.
9: Bataan thất thủ. "Tháng Ba Chết Chóc Bataan" bắt đầu với những tù nhân bị đưa đến các trại giam ở phía bắc. Đảo Corregidor nằm giữa vịnh Manila trở thành điểm kháng cự cuối cùng.
10: Nhật đổ bộ lên đảo Cebu.
12: Quân Nhật chiếm được Migyaungye, Miến Điện.
14: Winston Churchill, lo ngại rằng tình hình ở Malta sẽ khiến các lực lượng phe Trục tại Bắc Phi nhận được tiếp tế tốt hơn so với quân Anh, đã gửi điện tín cho Sir Stafford Cripps ở Cairo, yêu cầu gây áp lực với Claude Auchinleck đòi tấn công trước khi điều đó có thể xảy ra.
14: USS Roper trở thành tàu Hoa Kỳ đầu tiên đánh chìm 1 tàu ngầm U-boat của Đức.
15: Malta được Vua George VI trao tặng Chữ Thập George vì "sự anh hùng và tận tụy".
15: Binh lính thuộc Quân đoàn Miến Điện bắt đầu phá hủy các cơ sở hạ tầng tại Yenangyaung để ngăn không cho quân Nhật chiếm.
17: Tướng Pháp Henri Giraud, bị bắt năm 1940, đã trốn thoát khỏi Pháo đài Königstein bằng cách hạ mình xuống bức tường của lâu đài và nhảy lên nóc một con tàu đang chạy, chiếc tàu này đã đưa ông đến biên giới Pháp.
18: Không kích Doolittle tại Nagoya, Tokyo và Yokohama. Đội máy bay B-25 do Jimmy Doolittle chỉ huy đã cất cánh từ hàng không mẫu hạm USS Hornet và đột kích, giúp nâng cao tinh thần lớn cho người Mỹ lúc đó.
18: Các cuộc không kích vào Nhật Bản Bộ tư lệnh Hải quân Hoa Kỳ phụ trách vùng duyên hải phía đông cho thiết lập một màn chắn dọc theo bờ biển, nhưng không mấy hiệu quả đêm càng ngắn thì các tàu ngầm U-boat càng tấn công nhiều hơn vào ban ngày.
20: William Dobbie, toàn quyền và tổng tư lệnh tại Malta, gửi một thông điệp đến Winston Churchill rằng "rõ ràng điều vô cùng tồi tệ nhất có thể sẽ xảy đến nếu như chúng ta không thể bổ sung các nhu cầu thiết yếu, đặc biệt là bột mì và đạn dược, và điều đó sẽ diễn ra vô cùng sớm....". Từ thông điệp này cùng với những "tin tức đáng lo ngại" khác, Churchill kết luận rằng Dobbie không đủ năng lực phụ trách công việc quan trọng và quyết định thay thế ông ta bằng Lord Gort.
20: Hàng không mẫu hạm USS Wasp phóng 47 máy bay tiêm kích Spitfire Mk. V thuộc Phi đội số 603 RAF đến Malta; nhưng các máy bay này đã bị hủy diệt, chủ yếu là trên mặt đất, bởi một cuộc không kích dữ dội của phe Trục trước khi chúng có thể gây ảnh hưởng đến tiến trình cuộc chiến.
23: Luftwaffe bắt đầu các cuộc đột kích Baedeker Blitz tại những thị trấn tỉnh lẻ ở Anh như Exeter, Bath, Norwich và York; tiếp diễn rải rác cho đến ngày 6 tháng 6.
24: RAF ném bom dữ dội thành phố Rostock, Đức.
27: Rostock bị ném bom đêm thứ tư liên tiếp.
27: Một cuộc trưng cầu dân ý toàn quốc được tổ chức tại Canada về vấn đề nghĩa vụ quân sự. Những người Canada gốc Pháp là thành phần chủ yếu, dù không phải duy nhất, chống lại dự thảo này.
27: Bản phác thảo cuối cùng dày 33 trang về cuộc thi thiết kế dự án máy bay ném bom chiến lược tầm xa vượt Đại Tây Dương (Amerika Bomber) của Đức được trình lên Bộ Hàng không Đức (Reichsluftfahrtministerium).
28: Một số lớn quân xung kích Anh khởi hành từ Durban, Nam Phi đến Madagascar; các tàu thuyền tốc độ chậm, chuyên chở xe vận tải và các vũ khí nặng đã bí mật xuất phát vài ngày trước đó.
29: "Baedeker Blitz" tiếp diễn, tập trung tại Norwich và York.
29: Nhật Bản cắt đứt Con đường Miến Điện bằng việc chiếm Lashio, Miến Điện.
29: Adolf Hitler triệu tập Benito Mussolini và Galeazzo Ciano đến một hội nghị thượng đỉnh tại Salzburg. Mussolini đồng ý gửi thêm 7 sư đoàn đến Mặt trận Xô-Đức, cùng với 2 sư đoàn đã hứa trước đó, tạo thành Tập đoàn quân số 8 Ý, được phiên chế vào Cụm Tập đoàn quân B của Đức.

## Tháng 5 năm 1942
Rommel chuẩn bị sẵn sàng cho cuộc tấn công mới của Đức tại Bắc Phi vào đầu tháng này.
1: Tập đoàn quân số 15 do tướng Shojiro Iida chỉ huy chiếm Mandalay và Monywa, đảm bảo vững chắc cho đầu phía tây của Con đường Miến Điện.
2: Được Hoa Kỳ cảnh báo về cuộc đổ bộ sắp diễn ra của Nhật nhờ chặn được tin tình báo, quân đồn trú Úc rút khỏi Tulagi.
3: Nhật Bản bước đầu thực hiện kế hoạch chiến lực nhằm đánh chiếm Port Moresby, đô đốc Kiyohide Shima cho quân đổ bộ không gặp kháng cự tại Tulagi, mở màn Trận chiến biển Coral.
3: Đại tướng Hoa Kỳ Joseph Stilwell quyết định rằng không còn có thể làm được gì tại Miến Điện nữa và đã đến lúc rút lui.
4: Lực lượng đặc nhiệm 17 của Chuẩn đô đốc Hoa Kỳ Frank Jack Fletcher mở cuộc tấn công bằng hàng không mẫu hạm đầu tiên trong Trận chiến biển Coral, nhằm vào các mục tiêu hải quân Nhật gần Tulagi.
4: Stilwell dẫn 114 người, chủ yếu là người Mỹ, bắt đầu cuộc hành trình về biên giới Ấn Độ.
5: Nhật Bản pháo kích dữ dội tại Corregidor.
5: Người Anh bắt đầu "Chiến dịch Ironclad" xâm chiếm Madagascar để giữ cho lãnh thổ thuộc Chính phủ Vichy này không rơi vào tay Nhật.
5: Thành phố Exeter bị Luftwaffe ném bom.
5: Joseph Stilwell bỏ lại các xe tải, chỉ giữ lại các xe Jeep để làm tăng tốc cuộc hành trình, và hôm sau đã tới được Indaw.
6: Tại Corregidor, trung tướng Jonathan M. Wainwright đưa lực lượng cuối cùng của Hoa Kỳ tại Philippines ra hàng trung tướng Nhật Masaharu Homma. Khoảng 12.000 người bị bắt làm tù binh. Homma sau đó bị cấp trên chỉ trích vì mất quá nhiều thời gian để chiếm Philippines và buộc phải về hưu năm 1943.
6: Đám người của Stilwell rời Indaw với 11 xe Jeep còn lại dùng để chở đồ tiếp tế và những ai mất khả năng chiến đấu để đến biên giới Ấn Độ.
7: Các lực lượng Vichy tại Diego Suarez, cảng quan trọng nhất ở Madagascar đầu hàng quân Anh trong Chiến dịch Ironclad. Tuy nhiên quân Vichy đã có thể rút lui có trật tự.
7: Tại Biển San Hô, máy bay Nhật tấn công đánh chìm tàu tiếp liệu USS Neosho và khu trục hạm USS Sims - mà họ tưởng nhầm đó là một hàng không mẫu hạm và một tuần dương hạm. Trong khi đó, máy bay Hoa Kỳ tình cờ phát hiện và đánh đắm tàu Shōhō, hàng không mẫu hạm hạng nhẹ đầu tiên của Nhật bị chìm trong chiến tranh. Đô đốc Shigeyoshi Inoue liền cho lực lượng tấn công Port Moresby dừng chân tại phía bắc Louisiade Archipelago để chờ đến khi phát hiện và tiêu diệt được các hàng không mẫu hạm Hoa Kỳ.
7: Tại Miến Điện, đám người của Joseph Stilwell phải bỏ lại các xe Jeep và đi bộ.
8: Trong Trận chiến biển Coral, lực lượng hàng không mẫu hạm của 2 bên phát hiện và tấn công nhau. Bên phía Nhật, Zuikaku không bị tổn thương, Shōkaku bị hỏng sàn bay; còn bên phía Hoa Kỳ, USS Lexington chìm và USS Yorktown bị thương. Đây là một thắng lợi chiến thuật cho Nhật nhưng lại là thắng lợi chiến lược của Hoa Kỳ vì đô đốc Inoue đã phải hủy bỏ chiến dịch đánh Port Moresby.
8: Quân Đức chiếm bán đảo Kerch ở phía đômg Krym.
9: Đêm ngày 8/9 tháng 5 năm 1942, các pháo thủ thuộc Pháo binh Đồn trú Ceylon trên đảo Horsburgh thuộc Quần đảo Cocos nổi loạn. Cuộc nổi dậy bị đập tan, 3 người bị xử tử, đây là những người lính Thịnh vượng chung Anh duy nhất bị hành hình vì binh biến trong Thế Chiến thứ Hai.
9: Các hàng không mẫu hạm USS Wasp và HMS Eagle tiến hành cuộc chuyển giao thứ hai các máy bay Supermarine Spitfire đến Malta trong Chiến dịch Bowery. Các máy bay này đã giúp xoay chuyển tình thế trên bầu trời Malta trong mấy ngày tiếp theo, và phe Trục buộc phải từ bỏ việc ném bom ban ngày tại đảo này.
9: Tại Miến Điện, tướng Stilwell và đội quân của mình bắt đầu vượt sông Uyu trên 4 chiếc bè nhỏ, kéo dài 2 ngày.
10: Albert Kesselring thông báo - một cách sai lầm - với Hitler rằng Malta đã bị vô hiệu hóa.
10: Churchill, ngày càng nản lòng trước sự ì ạch của Claude Auchinleck, gửi cho ông này một điện tín với mệnh lệnh rõ ràng là tấn công đúng lúc để yểm trợ cho đoàn hộ tống Harpoon/Vigorous đến Malta vào ban đêm đầu tháng 6, đặt Auchinleck vào thế hoặc chấp hành hoặc từ chức. Auchinleck không trả lời ngay.
12: Tàu ngầm Đức U-553 do thuyền trưởng Karl Thurmann chỉ huy đánh chìm tàu chở hàng Nicoya gần cửa sông Saint Lawrence, báo hiệu mở màn trận sông St. Lawrence.
12: Chiến dịch Barvenkovo-Lozovaya hay Trận Kharkov lần thứ hai - ở miền đông Ukraine, các lực lượng Liên Xô do nguyên soái Semyon Konstantinovich Timoshenko chỉ huy mở màn cuộc tấn công lớn nhằm chiếm lại Kharkov từ tay quân Đức.
12: Bản phác thảo thiết kế dự án máy bay ném bom chiến lược tầm xa vượt Đại Tây Dương (Amerika Bomber) được chuyển vào văn phòng của Hermann Göring với 10 bản in - 6 được gửi đến cho Luftwaffe, 4 để lưu trữ.
13: Tướng Stilwell và người của ông vượt sông Chindwin.
14: Đáp lại cuộc tấn công của Liên Xô tại khu vực Kharkov, Hitler ra lệnh cho Wolfram von Richthofen sử dụng không quân hỗ trợ các lực lượng trên bộ và giành được ưu thế không quân tại đây. Đồng thời Paul Ludwig Ewald von Kleist cũng được lệnh nhanh chóng chuẩn bị mở cuộc phản công mạnh bằng thiết giáp.
14: Tại Miến Điện, Joseph Stilwell bắt đầu tiến lên Naga Hills và gặp một đoàn thám hiểm cứu trợ của Anh tại Kawlum.
15: Tại Hoa Kỳ, dự thảo thành lập Quân đoàn Phụ trợ Phụ Nữ (WAAC) được ký thành luật.
15: Stilwell vượt biên giới vào đất Ấn Độ.
16: Sư đoàn Thiết giáp số 1 của Hoa Kỳ tới Bắc Ireland.
17: Các tập đoàn quân số 28 và 57 của Liên Xô gặp khó khăn trước Tập đoàn quân số 6 Đức của Friedrich Paulus.
17: Sau một tuần gửi tối hậu thư cho Claude Auchinleck, Winston Churchill vẫn chưa nhận được hồi âm và ông liền gửi một bức thư ngắn gọn tiếp theo: "Tôi cần một số giải thích về ý định tổng quát của ông thật rõ ràng về những bức điện tín gần đây của chúng ta". Một lần nữa, ông không được trả lời ngay.
18: Hồng quân rút lui trong Trận bán đảo Kerch.
18: Liên Xô bị sa lầy ở phía bắc Kharkov. Ở phía nam, Paul Ludwig Ewald von Kleist mở cuộc phản công và thu được thắng lợi lớn cho Đức.
18: Assam Rifles, lực lượng bán quân sự Ấn Độ chào mừng đoàn người của tướng Joseph Stilwell đến Ukhrul, nhưng không hỗ trợ được gì.
19: Friedrich Paulus mở cuộc phản công thứ hai của Đức ở phía bắc Kharkov, phối hợp với Kleist nhằm bao vây Hồng quân.
19: Stilwell tới được đầu đường xe lửa tại Litan, Ấn Độ.
19: Auchinleck trả lời bức điện từ ngày 10 của Churchill, nói rằng sẽ sẵn sàng tấn công kịp lúc khi các đoàn hộ tống Harpoon/Vigorous tới Malta.
20: Nhật Bản hoàn thành chinh phục Miến Điện.
20: Stilwell đến Imphal và giải tán đội quân sơ tán của mình.
20: Tại Kharkov, Timoshenko tổ chức cuộc phá vây rút lui.
20: Vyacheslav Mikhailovich Molotov đến Luân Đôn, và các cuộc thảo luận cấp cao bắt đầu vào ngày hôm sau.
21: Cuộc tấn công Malta của phe Trục bị hoãn vô thời hạn.
21: Trong cuộc thảo luận với Winston Churchill và Anthony Eden, Molotov nhấn mạnh các yêu cầu về lãnh thổ của Liên Xô tại Các nước Baltic, miền đông Ba Lan và Bessarabia. Churchill không chấp nhận, thảo luận lâm vào bế tắc.
22: México tuyên chiến với phe Trục.
23: Xe tăng của Kleist và Paulus gặp nhau Balakleya, đông nam Kharkov và bao vây 2 tập đoàn quân Xô Viết.
23: Trong cuộc hội đàm cấp cao Liên Xô-Anh tại Luân Đôn, Anthony Eden đề nghị từ bỏ những nỗ lực đạt đồng thuận về lãnh thổ, và thay vào đó là ký kết một liên minh trong 20 năm. Molotov tỏ vẻ quan tâm.
25: Để chuẩn bị cho trận chiến tiếp theo, hải quân Nhật phái lực lượng nghi binh đến quần đảo Aleut.
26: Hiệp ước Anh-Xô: bộ trưởng ngoại giao hai bên nhất trí sẽ không bên nào ký kết hòa bình mà không có sự đồng ý của bên kia.
26: Rommel bắt đầu chiến dịch tấn công mùa xuân tại tuyến Gazala (phía tây Tobruk), mở màn bằng cuộc đột phá đầy kịch tính tại vị trí quân Pháp ở Bir Hakeim bên cánh trái trong đêm 26/27 tháng 5.
27: Reinhard Heydrich bị trọng thương tại Praha trong chiến dịch Anthropoid do binh lính Tiệp Khắc tiến hành; ông ta chết ngày 4 tháng 6.
27: Anh sử dụng xe tăng M4 Sherman của Hoa Kỳ trong nỗ lực ngăn chặn đòn tấn công của Rommel tại tuyến Gazala.
27: Hàng không mẫu hạm USS Yorktown đến Trân Châu Cảng sau khi bị thương ở biến Coral nhằm sửa chữa càng nhanh càng tốt để sẵn sàng cho cuộc chiến sắp tới.
28: Tại Bỉ, người Do Thái bị bắt buộc phải đeo Phù hiệu màu vàng.
29: Người Do Thái tại Pháp được lệnh phải đeo Ngôi sao David.
29: Quân Nhật thắng lớn ở phía nam Thượng Hải.
29: Rommel chuyển quân đến Bir Hachim ở rìa phía nam tuyến Gazala; nếu chiếm được nơi này, ông sẽ có thể tiến lên phía bắc và hủy diệt các vị trí ụ súng của Đồng Minh trên phòng tuyến.
30: Cuộc oanh tạc Cologne với 1.000 máy bay ném bom tham gia, một kỹ thuật ném bom diện rộng mới.
30: Hàng không mẫu hạm USS Yorktown rời Trân Châu Cảng sau đợt sửa chữa cấp tốc và đến gặp hàng không mẫu hạm USS Enterprise để chuẩn bị cho trận chiến sắp tới.
31: Quân Đức thắng lớn quanh Kharkov, nhiều tập đoàn quân Liên Xô bị bao vây.
31: Các tàu ngầm bỏ túi của Nhật tấn công cảng Sydney và đánh chìm một tàu hỗ trợ; khiến nỗi lo sợ về cuộc xâm lược nước Úc gia tăng.
31: Cuộc tấn công của Rommel bị đình trệ một thời gian ngắn tại Tobruk do sự kháng cự của quân Anh được trang bị một phần bằng xe tăng Sherman của Hoa Kỳ. Ông còn phải đối mặt với tuyến đường tiếp tế bị kéo dài và sự đe dọa liên tục của quân Pháp Tự do tại Bir Hakeim.

## Tháng 6 năm 1942
cùng ngày 1: The midget s ubmarine attack on Sydney harbor

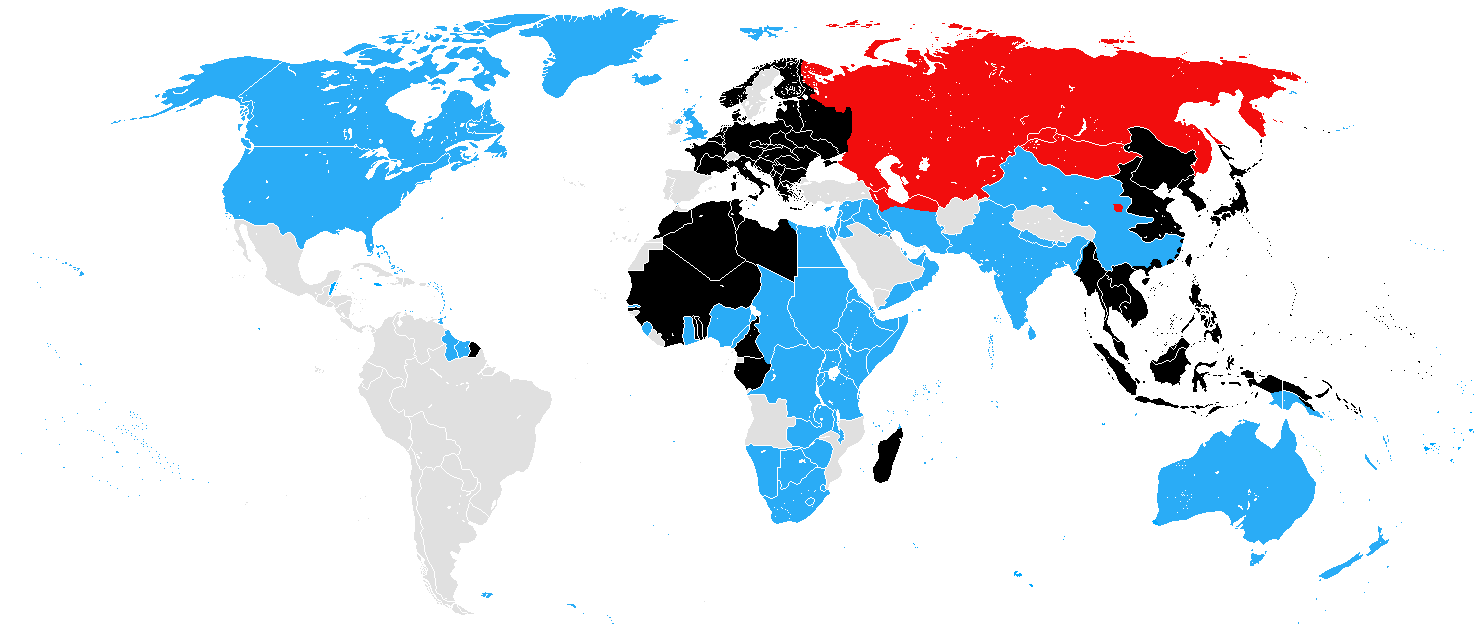
Tình hình các cường quốc Đồng Minh và Phe Trục vào tháng 6 năm 1942.

1: First reports in the West that gas is being used to kill the Jews sent to "the East".
To further secure his supply lines, Rommel launches an attack on 150th Brigade of British 50th Infantry Division, whose position he has surrounded. Since he is attacking from the east against a position designed to defend against attacks from the west, and since there is scant hope of relief, there is little 150th Brigade can do and they are soon overwhelmed.
2: Further heavy bombing of industrial sites in Germany, centred mainly on Essen.
3: The British coal industry is nationalised.
Japan launches air raids against Alaska in the Battle of Dutch Harbor, beginning the Aleutian Islands Campaign
The Battle of Midway opens with ineffective attacks by land-based American B-17s on the approaching Japanese fleet. Admiral Nagumo, in charge of the Japanese carrier force (Hiryu, Soryu, Akagi, and Kaga) is unable to locate any American aircraft carriers and decides to attack Midway's land-based air defences the first thing the next morning, which in any event is one of his planned tasks.
4: In the Battle of Midway, the day opens with Admiral Nagumo's attack on the air defences of the island. 
A good deal of damage is done and many aircraft destroyed on both sides, but in the end the island's airbase is still functional. Nagumo plans a second attack on the island, and begins refueling and rearming his planes. Meanwhile, attacks are launched from all three American aircraft carriers in the area. Planes from Hornet, Yorktown, and Enterprise all find the targets, although most of the planes from Hornet follow an incorrect heading and miss this attack. Torpedo Squadron 8 from Hornet breaks and follows the correct heading. The Devastators of "Torp 8" are all shot down without doing any damage; there is only one survivor, George H. Gay, Jr. of Waco, Texas, who watches the battle unfold from the water. The torpedo attack fails, but draws the Japanese Combat Air Patrol down to low altitude, and they are unable to effectively repel the dive bombers from Yorktown and Enterprise when they arrive. The bombs find the Japanese flight decks crowded with fueling lines and explosive ordnance, and Akagi, Kaga, and Soryu are all soon reduced to blazing hulks, Akagi by only one bomb dropped by Lt. Commander Richard Halsey Best; only Hiryu escapes with no hits. Admiral Nagumo shifts his flag from Akagi to another ship, cruiser Nagara, and orders attacks on the American carriers, one by group of Aichi D3A dive bombers and a second by Nakajima B5N torpedo bombers. The Japanese planes find Yorktown (thinking Yorktown already sunk, the second attack group assume it must be Enterprise) and damage it so badly that Yorktown must be abandoned. Admiral Fetcher shifts his flag to cruiser Astoria and cedes operational command to Admiral Spruance. The attacks on Yorktown give away Hiryu's continued operations, though, and it is promptly attacked and will sink the next day, Admiral Yamaguchi choosing to go down with it. Ironically, Hiryu and the other three destroyed Japanese carriers had participated in the attack on Pearl Harbor.
Reinhard Heydrich dies in Prague from medical complications that had arisen from injuries suffered from an attempted assassination by Czechoslovak patriots one week earlier (Operation Anthropoid)
5: At Gazala, British forces of the Eighth Army commanded by General Ritchie launch a major counter-attack against Rommel's forces in the Cauldron. The attack fails, partly because Rommel has already recovered his critical logistics situation and has established an excellent defensive position, but also in large part due to German anti-tank tactics; 32nd Army Tank Brigade, for example, loses 50 of 70 tanks. By early afternoon Rommel is clearly in control of the situation and attacks the British position known as "Knightsbridge" with the Ariete và 21st Panzer divisions. Several British tactical headquarters positions are overrun and command and control of the British forces becomes problematic; as a result, several brigades are stranded in the Cauldron when the British retirement begins. In addition, the British suffer further heavy tank losses. 
United States declares war on Bulgaria, Hungary, and Romania.
7: Japanese forces invade Attu and Kiska. This is the first invasion of American soil in 128 years. Japanese occupation of Attu và Kiska begins.
The Battle of Midway comes to a close; the USS Yorktown sinks; four Japanese carriers and one cruiser are sunk. The battle is viewed as a turning point in the Pacific war.
The Greek People's Liberation Army makes its first appearance at Domnista, where Aris Velouchiotis proclaims the start of armed resistance against the Axis.
8: Malta receives a squadron of Spitfires.
A Japanese submarine fires several shells into a residential area in Sydney but with little effect.
9: Nazis burn the Czech village of Lidice as reprisal for the killing of Reinhard Heydrich. All male adults and children are killed, and all females are taken off to concentration camps. 
At Bir Hakeim, Rommel renews his attacks on the 1st Free French Brigade's "box." Although the Free French continue to hold out, their perimeter, never the largest, is dangerously reduced in size, and their position becomes untenable. General Ritchie orders 1st Free French Brigade to withdraw the following day.
10: Rommel pushes the Free French forces out of Bir Hakeim, a fortress south-west of Tobruk. Although the 1st Free French brigade is largely surrounded, their commander, General Koenig, is able to find and fight his way through gaps in Rommel's widely dispersed forces.
11: Two convoys set out for Malta, one from Gibraltar (code named 'Harpoon') and the other from Alexandria (code named 'Vigorous'), with desperately needed supplies of food, fuel, and ammunition. The hope is that the Axis will concentrate their attacks on whichever convoy they find first, allowing the other one to get through.
12: Heavy fighting in Sevastopol with serious losses of life on both sides.
At Gazala, the British are forced out of the defensive position known as 'Knightsbridge;' it is only approximately fifteen miles from the Tobruk perimeter (some sources give a date of 13 June for this; the withdrawal may have been in operation on both calendar days).
13: The United States opens its Office of War Information, a centre for production of propaganda.
'Black Saturday' for the 8th Army at the Battle of Gazala; during the course of the day Rommel does great damage to the British armour. At the end of the day not only have unsustainably large amounts of British armour been destroyed, but both 50th Division và 1st South African Division, who have largely retained their forward positions along the Gazala Line, are threatened with envelopment. The position of 50th Division is especially grave since Rommel's armour now ranges freely between them and safety.
14: At the Gazala Line, the British position has become untenable, and General Auchinleck authorizes General Ritchie to make a concerted withdrawal from forward positions along the line.
1st South African Division is able to withdraw along the coastal road, but the road cannot accommodate all the troops at once, and this route is in any event is under threat of being cut by Rommel's forces; so troops including 50th Division must first breakout to the southwest, through the area occupied by Italian X Corps, and then turn east to rejoin 8th Army. This somewhat daring operation is concluded successfully. The RAF forces available, although outnumbered, make a valiant effort to cover the retreat. Churchill sends Auchinleck a telegram beginning, 'To what position does Ritchie want to withdraw the Gazala troops? Presume there is no question in any case of giving up Tobruk.'
The convoy 'Vigorous', en route to Malta, sights a large Italian naval squadron headed toward it. 'Harpoon' comes under attack for the first time; 'Vigorous' has been under air attack almost since leaving port.
15: General Auchinleck sends Churchill a reply to the latter's telegram of the 14th, saying in part, "...I have no intention whatever of giving up Tobruk."
16: Two convoys moving toward Malta suffer heavy losses; German air forces continue to bomb the island itself. Operation Harpoon arrives in Malta, but only two of the six supply ships survive; one of them has lost part of its cargo due to mine damage. The sinking of the tanker Kentucky means that there will be precious little aviation fuel added to the dwindling RAF stocks on Malta. Late in the day, Operation Vigorous is cancelled; the convoy diverts back to Alexandria. 
Churchill, about to leave for America, takes the unusual step of sending a letter to King George VI, advising him to make Anthony Eden Prime Minister should Churchill not survive the journey.
17: Tobruk is now surrounded.
18: Manhattan Project is started, the beginning of a scientific approach to nuclear weapons.
Winston Churchill arrives in Washington for meetings with Roosevelt.
The siege of Tobruk intensifies; some defending forces are pulled back to Ai Cập.
21: Afrika Korps recaptures Tobruk, with 35,000 men captured; the road to Egypt is now open as the British retreat deep into Egypt. Tobruk's loss is a grievous blow to British morale. German land forces have been assisted by Luftwaffe attacks.
25: General Dwight D. Eisenhower arrives in London ready to assume the post of Commander of American forces in Europe.
Another massive "Thousand Bomber" raid, this time on Bremen; the raiders suffer grievous losses.
26: The Germans drive toward Rostov-on-Don.
27: Convoy PQ17 sets sail from Iceland; only 11 of 37 ships will survive.
28: Case Blue, the German plan to capture Stalingrad and the Soviet Union oil fields in the Kavkaz, begins. Generally, forces are shifted to the South.
Mersa Matruh, Egypt, about 140 miles from Alexandria, falls to Rommel.
30: United States deploys II Corps to the European Theater.

## Tháng 7 năm 1942
1: First Battle of El Alamein begins as Rommel begins first assault on British defences.
Sevastopol falls to the Germans; the end of Red Army resistance in the Crimea.
2: Churchill survives a censure motion in the House of Commons.
3: Guadalcanal is now firmly in the hands of the Japanese.
4: First air missions by American Air Force in Europe.
11: Rommel's forces are now stalemated before El Alamein, largely because of a lack of ammunition.
12: It now becomes clear that Stalingrad is the largest challenge to the invaders.
A balloon from Operation Outward knocks out a power station near Leipzig.
15: The only action around El Alamein is light skirmishing.
16: Vel' d'Hiv Roundup: On order from the Vichy France government headed by Pierre Laval, French police officers mass arrest 13,152 Jews and hold them at the Winter Velodrome before deportation to Auschwitz.
18: The Germans test fly the Messerschmitt Me-262 V3 third prototype using only its jet engines for the first time.
19: Battle of the Atlantic: German Grand Admiral Karl Dönitz orders the last U-boats to withdraw from their United States Atlantic coast positions in response to an increasingly effective American convoy system.
20: After landing in the Buna-Gona area, the Japanese in New Guinea move across the Owen Stanley mountain range aiming at Port Moresby in the south-eastern part of the island, close to Australia; a small Australian force begins rearguard action on the Kokoda Track.
22: The systematic deportation of Jews from the Warsaw Ghetto begins.
: Treblinka II, "a model" extermination camp, is opened in Poland.
24: Germans take Rostov-on-the-Don; the Red Army is in a general retreat along the Don River.
26: A second attack by the British under Auchinleck fails against Rommel. First Battle of El Alamein may be said to be over.
27: Heavy RAF incendiary attack on Hamburg.
29: The Japanese take Kokoda, halfway along the Owen Stanley pass to Port Moresby.
30: Continuing stalemate at El Alamein between Rommel and Auchinleck.

## Tháng 8 năm 1942
1: The Germans continue their successful advance toward Stalingrad.
3: A convoy to Malta is decimated by the Luftwaffe and U-boats.
5: The U.S. planning team for Operation Torch, which includes George S. Patton; Jimmy Doolittle; Kent Lambert; and Hoyt S. Vandenberg, meets in Washington, D.C. to join the combined planning team from London, England.
: Henrik Hersch Goldschmidt aka Janusz Korczak and almost 200 children of his orphanage, along with his staff, are led to the Treblinka II death camp, and killed there that day, probably with gas.
7: Operation Watchtower begins the Guadalcanal Campaign as American forces invade Gavutu, Guadalcanal, Tulagi và Tanambogo in the Solomon Islands.
8: Six of the eight German would-be saboteurs involved in Operation Pastorius are executed in Washington, D.C.
The naval Battle of Savo Island, near Guadalcanal; the Americans lose three cruisers, the Australians one.
9: Numerous riots in favour of independence in India; Mahatma Gandhi is arrested.
10: Rommel begins an attack around El Alamein, but by September he is back to his original lines.
11: The HMS Eagle, a carrier on convoy duty to Malta, is torpedoed and sinks with heavy loss of life.
12: At a conference in Moscow, Churchill informs Stalin that there will not be a "second front" in 1942.
American forces establish bases in the New Hebrides islands.
Fighting increases as the Germans approach Stalingrad.
13: General Bernard Montgomery appointed commander of British Eighth Army in North Africa; Churchill is anxious to see more offensive action on the part of the British.
Disastrous end to the Malta convoy, but one tanker and four merchant ships get through.
15: Malta is supplied via Operation Pedestal.
17: First US Army Air Forces B-17 heavy bomber raid in Europe, targeting the Sotteville railroad yards at Rouen, France.
18: Japanese reinforce New Guinea; Australians land troops at Port Moresby. Meanwhile, American planes have destroyed Japanese air power at Wewak, New Guinea.
19: Operation Jubilee, a raid by British and Canadian forces on Dieppe, France, ends in disaster; they come under heavy gunfire and eventually most are killed or captured by the German defenders.
20: Henderson Field on Guadalcanal receives its first American fighter planes.
21: Japanese counter-attack at Henderson Field; in another foray at the Tenaru (or Ilu) River, many Japanese are killed in a banzai charge.
22: Brazil declares war on the Axis countries, partly in response to numerous riots by a populace angry at the sinking of Brazilian ships.
: Stanislau "reprisal" aktion. - After many repeated organized killings, the current head of the Judenrat, Goldstein is publicly hanged along with 20 of the Jewish police. Jewish girls are raped before being shot at the Gestapo headquarters, and 1,000 Jews are shot and killed.
23: Massive German air raid on Stalingrad.
24: The naval battle of the Eastern Solomons; the USS Enterprise is badly damaged and the Japanese lose one light carrier, the Ryujo.
26: Battle of Milne Bay begins: Japanese forces land and launch a full-scale assault on Australian base near the eastern tip of New Guinea.
27: Marshal Georgii Zhukov is appointed to the command of the Stalingrad defence; the Luftwaffe is now delivering heavy strikes on the city.
28: Incendiary bombs dropped by a Japanese seaplane cause a forest fire in Oregon.
30: The Battle of Alam Halfa, Egypt, a few miles south of El Alamein begins. This will be Rommel's last attempt to break through the British lines; RAF air superiority plays a large role.
Luxembourg is formally annexed to the German Reich.
31: Start of the 1942 Luxembourgish general strike against conscription

## Tháng 9 năm 1942
1: US Navy Construction Battalion personnel, Seabees, began to arrive at Guadalcanal.
3: The Battle of Stalingrad proper may be said to have begun on this date, with German troops in the suburbs; even civilian men and boys are conscripted by the Red Army to assist in the defence.
4: Irish Republican Army riots occur in Belfast during the night.
Manhattan Engineering District is formally created, full-effort production of the atomic bomb is begun.
Chief of State of Vichy France Philippe Pétain và Prime Minister Pierre Laval create what will become the Service du travail obligatoire (STO)
5: Australian and U.S. forces defeat Japanese forces at Milne Bay, Papua, the first outright defeat for Japanese land forces in the Pacific War. Their evacuation and the failure to establish an airbase eases the threat to Australia.
6: The Black Sea port of Novorossiysk is taken by the Germans.
9: A Japanese plane drops more incendiaries on Oregon, but with little effect.
10: RAF blasts Düsseldorf with large incendiary bombing.
12: RMS Laconia, carrying civilians, Allied soldiers and Italian POWs, is torpedoed off the coast of West Africa and sinks.
: SS commander Brandt orders 3,000-4,000 Stanislau Jews deported to the Belzec death camp on Rosh Hashana, the Jewish New Year holiday, and they were killed there that day.
12-14: American troops push back the Japanese in the Battle of Edson's Ridge
13: The Battle for Stalingrad continues; it is now totally surrounded by the Germans. On the Soviet Union side General Vasily Chuikov is put in charge of the defence.
14: The Japanese retreat again from Henderson Field, Guadalcanal.
The Japanese are now within 30 miles of Port Moresby, New Guinea, on the Kokoda trail.
Continued convoy losses in the Atlantic.
15: Americans send troops to Port Moresby as reinforcements for the Australian defenders.
Light carrier USS Wasp is sunk by a Japanese submarine off Guadalcanal.
18: Battle of the "grain silo" in Stalingrad; the Germans are beaten back. The Red Army begins ferrying troops across the Volga at night.
19: Allied attack on Jalo, Libya is repulsed by Germans.
20: RAF bombs Munich và Saarbrücken.
The Greek Panhellenic Union of Fighting Youths blows up the offices of the pro-Nazi National-Socialist Patriotic Organisation in central Athens, thwarting attempts to raise a Greek volunteer legion for the Eastern Front.
23: General Rommel leaves North Africa for medical treatment in Germany.
23-27: In the Third Battle of Matanikau River, Guadalcanal, Japanese naval bombardment and landing forces nearly destroy Henderson field in an attempt to take it, but the land forces are soon driven back.
24: United States of America deploys the I Corps to the Pacific Theater.
28: The Japanese continue their retreat back down the Kokoda Track in New Guinea.
30: The Eagle Squadron (American volunteers in the RAF) are officially transferred to the US Army Air Force.
Hitler speaks to the nation and boasts that Stalingrad will be taken.

## Tháng 10 năm 1942

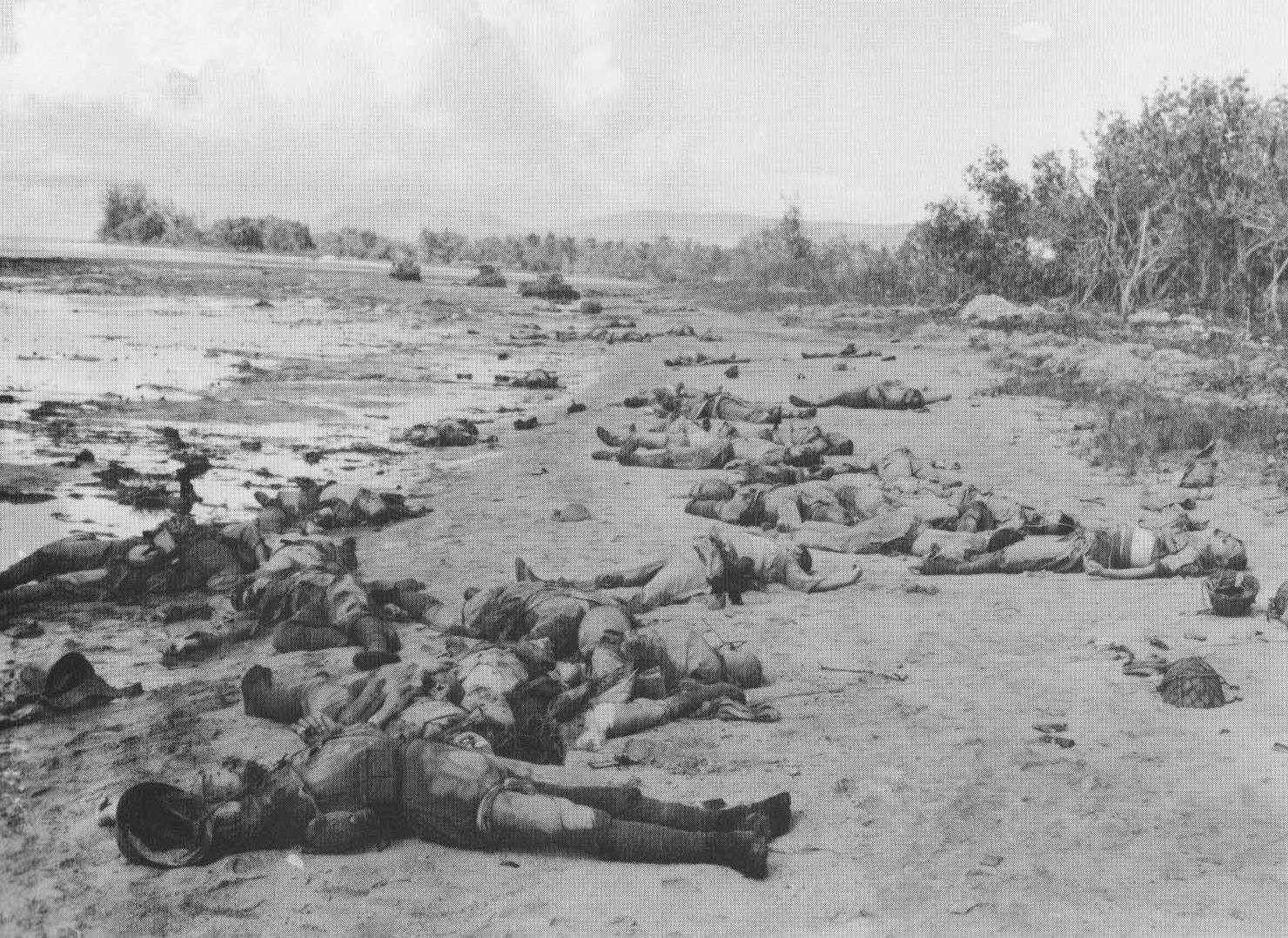
Dead Japanese soldiers at the Matanikau River, Guadalcanal

3: First successful launch of A4-rocket at Peenemünde, Germany. The rocket flies 147 kilometres wide and reaches a height of 84.5 kilometres and is therefore the first man-made object reaching space.
4: British Commandos raid Sark, a Channel Island, capturing one German soldier.
6: By mutual arrangement, the Allies agree on a strategy whereby Americans will bomb in the daytime and the RAF at night.
7: Third Battle of the Matanikau
11: Battle of Cape Esperance.
On the Northwest coast of Guadalcanal, United States Navy ships intercept and defeat a Japanese fleet on their way to reinforce troops on the island. With the help of radar they sink one cruiser and several Japanese destroyers.
12: The Red Army methods of ferrying troops across the Volga and into Stalingrad directly seems to be a success, as the German advance comes to a halt.
The US 100th Infantry Battalion, a force of over 1,400 predominantly Nisei became active.
13: Heavy bombardment of Henderson Field, Guadalcanal by the Japanese navy.
14: A German U-boat sinks the ferry SS Caribou, killing 137.
18: Hitler issues Commando Order, ordering all captured commandos to be executed immediately.
Admiral William "Bull" Halsey is given command of the South Pacific naval forces.
21: Heavy RAF activity over El Alamein.
22: Conscription age in Britain reduced to 18.
American General Mark Clark secretly lands in Algeria to confer with Vichy officials and Resistance groups in preparation for impending Allied invasion.
23: Second Battle of El Alamein begins with massive Allied bombardment of German positions. Then Australian forces, mainly, begin advance while offshore British naval forces support the right flank (n.b. the ongoing concurrent victories being prepared at Guadalcanal and Stalingrad).
23: Battle for Henderson Field
24: US Navy Task Force 34, consisting of aircraft carriers, a variety of support ships, including Troop Ships and other vessels, set sail from Hampton Roads, Virginia with Patton's forces for Operation Torch, the landing in North Africa. The other two task forces of Operation Torch, the first American-led force to fight in the European and African theatres of war, depart Britain for Maroc.
Crisis at El Alamein: British tanks survive German 88mm fire; Montgomery orders the advance to continue despite losses.
25: Rommel hurriedly returns from his sickbed in Germany to take charge of the African battle. (His replacement, General Stumme, had died of a heart attack).
The Japanese continue their attacks on the Marines west of Henderson field.
26: The naval Battle of Santa Cruz. The Japanese lose many aircraft and have two aircraft carriers severely damaged. The USS Hornet is sunk and the USS Enterprise is damaged.
29: The Japanese continue to send troops as reinforcements into Guadalcanal.
In the United Kingdom, leading clergymen and political figures hold a public meeting to register outrage over Đức Quốc Xã's persecution of Jews.
United States 1st Armored Division moves from Northern Ireland to England.
31: The British make a critical breakthrough with tanks west of El Alamein; Rommel's mine fields fail to stop the Allied armour.

## Tháng 11 năm 1942

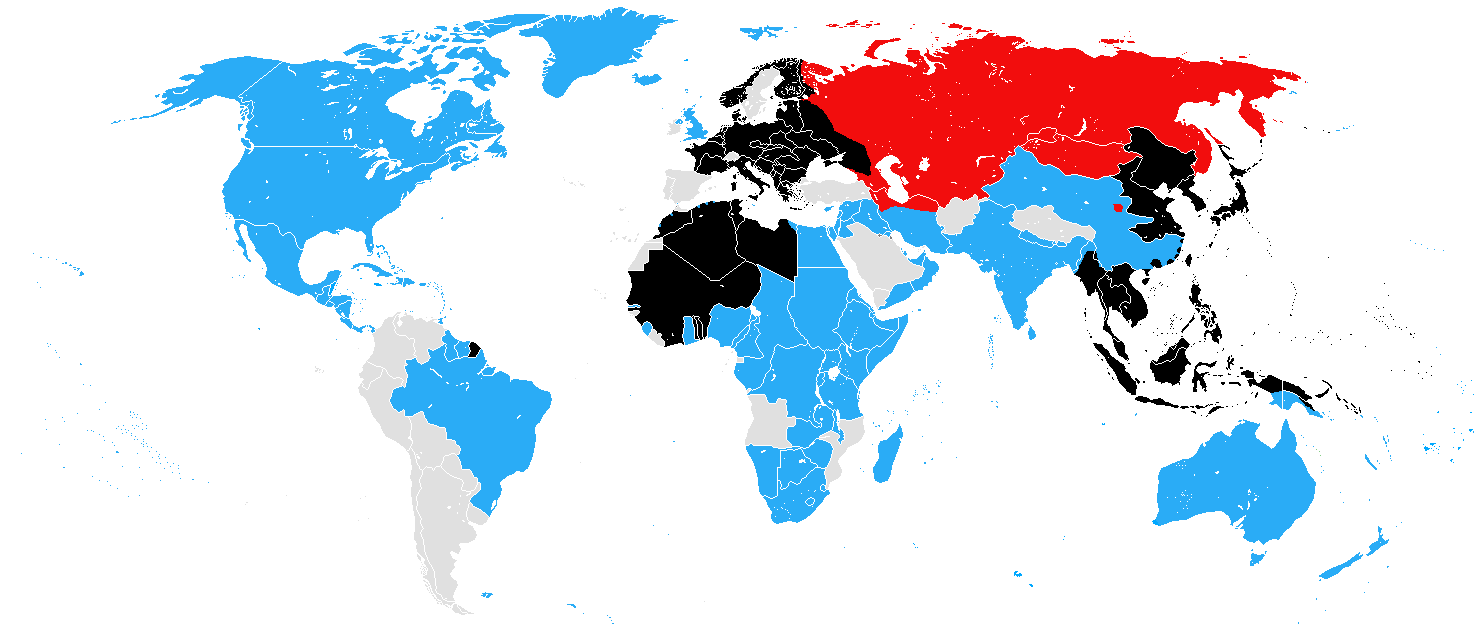
The state of the allies and axis powers in November 1942.

1: Operation Supercharge, the Allied breakout at El Alamein, begins.
The Americans begin the Matanikau Offensive against the Japanese
3: Second Battle of El Alamein ends - German forces under Erwin Rommel are forced to retreat during the night.
American victory over the Japanese in the Koli Point action
6: Carlson's Patrol begins
8: Operation Torch, the Allied invasion of Vichy-controlled Maroc và Algérie, begins;
French resistance coup in Algiers, consisting of about 400 fighters neutralise the Vichyist XIXth Army Corps and the Vichyist generals (Juin, Darlan, etc.), contributing significantly to the immediate success of the operation.
The United States Combat Command "B" of the 1st Armored Division lands east and west of Oran as part of Operation Torch.
10: In violation of a 1940 armistice, Germany invades Vichy France; they are responding to the fact that French Admiral François Darlan has signed an armistice with the Allies in North Africa.
Oran, Algérie falls to US troops; 17 French ships are sunk at Oran, causing a rift between the French and the Allies. There are more Allied landings near the Tunisian border.
Montgomery begins a major British offensive beginning at Sollum on the Libya/Egypt border. The British reach Bardia on the 11th, Tobruk on the 12th, and Benghazi on the 18th.
Lieutenant General Montgomery is knighted and made a full General.
Churchill speaks: "This is not the end. It is not even the beginning of the end. But it is, perhaps, the end of the beginning."
11: Convoys reach Malta from Alexandria; an official announcement proclaims that the island is "relieved of its siege".
12: Battle of Guadalcanal - A climactic naval battle near Guadalcanal starts between Japanese and American naval forces. Notably, the USS Juneau is sunk with much of its crew, including the five Sullivan brothers.
The Red Army makes an attempt to relieve Stalingrad at Kotelnikov.
13: British Eighth Army recaptures Tobruk.
Battle of Guadalcanal: aviators from the USS Enterprise sink the Japanese battleship Hiei.
14: The USS Washington sinks the Japanese battleship Kirishima.
15: The naval battle of Guadalcanal ends. Although the United States Navy suffers heavy losses, it still retains control of the sea around Guadalcanal.
The British move westward in Tunisia.
British Eighth Army recaptures Derna.
17: Japanese send reinforcements into New Guinea; Americans are stymied at Buna.
18: Heavy British RAF raid on Berlin with few losses.
19: At Stalingrad the Soviet Union forces under General Georgy Zhukov launch Operation Uranus aimed at encircling the Germans in the city and thus turning the tide of battle in the USSR's favor.
20: The Allies take Benghazi, Libya; the Afrika Corps continues the retreat westward.
21: The Red Army attempt at encirclement of Stalingrad continues with obvious success.
American army moves to shove Japanese off the extreme western end of Guadalcanal.
22: Battle of Stalingrad: The situation for the German attackers of Stalingrad seems desperate during the Soviet counter-attack; General Friedrich Paulus sends Adolf Hitler a telegram saying that the German 6th Army is surrounded.
Red Army troops complete the encirclement of the Germans at Kalach, west of Stalingrad.
23: "Der Kessel"—the Cauldron, a description of the heavy fighting at Stalingrad; Hitler orders General Paulus not to retreat, at any cost.
25: The encirclement of Stalingrad continues to stabilise. Hitler reiterates his demand of Paulus not to surrender.
Operation Harling: a team of British SOE agents, together with over 200 Greek guerrillas from both ELAS và EDES groups, blow up the Gorgopotamos railway bridge, in one of the war's biggest sabotage acts.
26: Hostilities erupt between the American and Australian soldiers in Brisbane. Fighting breaks out which results in multiple fatalities, it is dubbed the Battle of Brisbane
27: At Toulon, the French navy scuttles its ships (most notably the Dunkerque and Strasbourg) and submarines to keep them out of German hands; the French have declined another option – to join the Allied fleets in North African waters.
29: The Allied offensive in Tunisia meets with only minimum success.
30: The naval Battle of Tassafaronga (off Guadalcanal); this is a night action in which Japanese naval forces sink one American cruiser and damage three others.

## Tháng 12 năm 1942

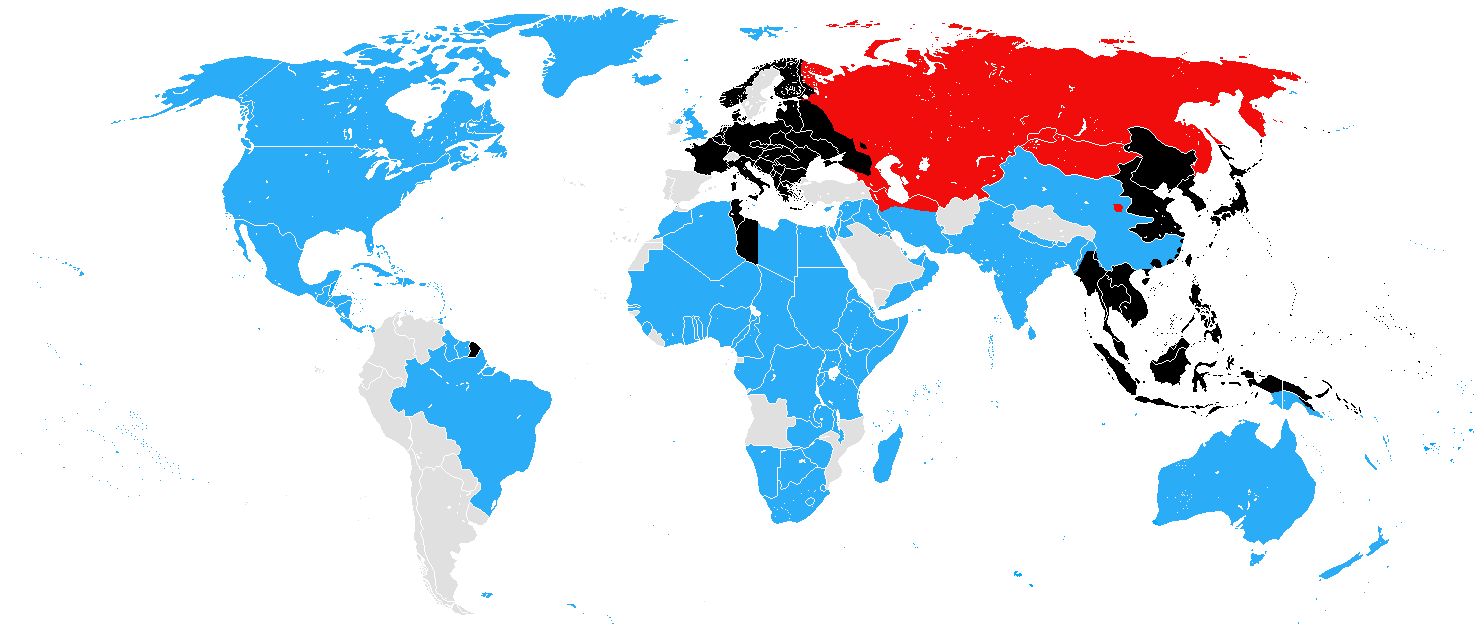
The state of the allies and axis powers in December 1942, showing allied progress in Northern Africa.

1: Gasoline rationing begins in the United States.
The US cruiser Northampton is sunk as Japanese destroyers attempt to come down "the Slot" to Guadalcanal.
2: Heavy fighting in Tunisia, as German forces are pushed into the final North African corner.
Below the bleachers of Stagg Field at the University of Chicago, a team led by Enrico Fermi initiate the first nuclear chain reaction. A coded message, "The Italian navigator has landed in the new world" is sent to President Roosevelt.
4: The first US bombing of mainland Italy—Naples.
Carlson's patrol ends.
6: RAF bombs Eindhoven, the Netherlands.
7: On the anniversary of the Pearl Harbor attack, the USS New Jersey, America's largest battleship is launched (commissioned five months later).
British commandos conduct Operation Frankton a raid on shipping in Bordeaux harbour.
9: The Marines turn over Guadalcanal to the American army.
12: Rommel abandons El Agheila and retreats to Tripoli; the final stand will be at the Mareth line in southern Tunisia.
In a large operation named "Operation Winter Storm", the Germans attempt to break through to forces trapped in Stalingrad.
13: The Luftwaffe flies in meagre supplies to the beleaguered Stalingrad troops.
15: American and Australian troops finally push Japanese out of Buna, New Guinea.
Allies clash with Japanese troops in the Battle of the Gifu
22: The Germans begin a retreat from the Caucasus.
The battle for "Longstop Hill" begins; a key position outside Tunis, the Germans eventually take it and hold it until April.
The remainder of the United States 1st Armored Division arrived at North Africa for Operation Husky.
24: French Admiral Darlan, the former Vichy leader who had switched over to the Allies following the Torch landings, is assassinated in Algiers.
The United States reorganizes its Combat Arms Regiments with their Organic Battalions into Separate Groups and Battalions
25: American bombers hit Rabaul.
26: Heavy fighting continues on Guadalcanal, now focused on Mount Austen in the west.
28: The governor of pro-Vichy French Somaliland surrenders to invading British and Free French forces.
31: In the Battle of the Barents Sea, the British win a strategic victory, leading Hitler to largely abandon the use of surface raiders in favor of U boats.
As the year draws to a close, things look much brighter for the Allies than they did a few months ago: Rommel is trapped in Tunisia, the Germans are encircled at Stalingrad, and the Japanese appear ready to abandon Guadalcanal.